# Aéroport international d'Assouan
L'aéroport international d'Assouan (en arabe :مطار أسوان الدولي Matar Aswan Al-Dawliyy) (code IATA : ASW • code OACI : HESN) est un aéroport international desservant la ville d'Assouan, en Égypte, et se situe à 16 kilomètres au sud-ouest de la ville. 

## Situation
| \| 100 km1:14 084 000 \| Abou Simbel Taba Sohag Marsa · Alam Louxor Hurghada El-Arich El Nouzha Charm el-Cheikh Le Caire Borg El Arab Assouan Assiout Marsa Matruh |
| 100 km1:14 084 000 |

## Statistiques
Pour des raisons techniques, il est temporairement impossible d'afficher le graphique qui aurait dû être présenté ici.

Voir la requête brute et les sources sur Wikidata.

## Compagnies aériennes et destinations
| Compagnies                            | Destinations |
| ------------------------------------- | --- |
| Air Leisure                           | Charter : Pékin-Capitale, Chengdu-Shuangliu, Chongqing-Jiangbei, Hong Kong, Shanghai-Pudong, Shenzhen-Bao'an, Tianjin Binhai, Wuhan |
| EgyptAir                              | Abou Simbel, Le Caire |
| EgyptAir operated by EgyptAir Express | Abou Simbel, Le Caire |